# JUDY AND MARY
JUDY AND MARY는 일본의 록 밴드이다. 줄여서 쥬디마리, JAM으로 부르기도 한다. 1991년, 홋카이도의 하코다테에서 베이스 연주자 온다 요시히토 (恩田 快人)와 보컬 이소야 유키를 중심으로 결성했으며, 이어 드럼 연주자 이가라시 고타 (五十嵐 公太)와 기타 연주자 후지모토 다이지 (藤本 泰司)가 가입하며 1992년에 구성원이 모두 모인다. 아사누마 타쿠야 (浅沼 拓也)는 타이지를 대신해 다음 해에 가입했다.
1992년, 쥬디 앤 마리는 인디 레이블을 통해 음반 《Be Ambitious》를 발매했다. 그 후 밴드는 에픽/소니 레코드와 계약했으며, 1993년에 데뷔 싱글 〈Power of Love〉를 발매했다. 밴드의 메이져 데뷔 음반 《J.A.M》은 1994년에 발매됐으며, 쥬디 앤 마리는 일본에서 가장 유명한 밴드 중 하나가 됐다. 그들의 노래 〈소바카스〉는 유명 TV 애니메이션인 《바람의 검심》 여는곡으로도 사용됐으며, 100만 장 이상 팔렸다.
쥬디 앤 마리는 정규 음반 6장, 컴필레이션 음반 3장, 싱글 22장을 발매했으며, 2001년 3월에 해체했다.
유키와 타쿠야는 솔로로 계속 활동 중이며, 온다는 밴드 Hot Rod Crue에 들어갔으며, 2008년부턴 이가라시와 함께 밴드 잠자에서도 활동 중이다.

## 구성원
- 유키 (YUKI)
- TAKUYA (타쿠야) - Λucifer라는 밴드에 많은 악곡을 제공하고 또한 프로듀스도했다.
- 온다 요시히토
- 이가라시 코타

## 내력
- 1993년 9월 22일, 싱글 《POWER OF LOVE》로 데뷔했다.
- 2001년 3월 7일~8일, 도쿄 돔에서 이틀 간 공연을 펼치고 해산했다.
- 2008년, 오리콘에서 조사한 부활했으면 하는 밴드 순위에서 1위를 차지했다[1].

2009년 3월 18일에 데뷔 15주년을 기념한 헌정 앨범 《JUDY AND MARY 15th Anniversary Tribute Album》이 발매됐다.

## 음반 목록

### 싱글
|    | 싱글                                                                  | 발매일           | 최고순위 |
| -- | --------------------------------------------------------------------- | ---------------- | -------- |
| 1  | POWER OF LOVE                                                         | 1993년 9월 22일  |          |
| 2  | BLUE TEARS                                                            | 1993년 11월 21일 |          |
| 3  | DAYDREAM/키켄나후타리                                                 | 1994년 4월 21일  |          |
| 4  | Hello! Orange Sunshine/RADIO                                          | 1994년 8월 21일  |          |
| 5  | Cheese "PIZZA"/Christmas                                              | 1994년 11월 2일  |          |
| 6  | 치이사나코로카라/지텐샤 (小さな頃から/自転車 어렸을 적부터/자전거[*]) | 1995년 1월 21일  |          |
| 7  | Over Drive                                                            | 1995년 6월 19일  |          |
| 8  | 도키도키 (ドキドキ 두근두근[*])                                       | 1995년 10월 21일 |          |
| 9  | 소바카스 (そばかす 주근깨[*])                                         | 1996년 2월 19일  |          |
| 10 | Classic (クラシック)                                                  | 1996년 10월 28일 |          |
| 11 | 쿠지라 주니고 (くじら12号 고래 12호[*])                               | 1997년 2월 21일  |          |
| 12 | Lovely Baby (ラブリーベイベー)                                        | 1997년 5월 21일  |          |
| 13 | LOVER SOUL                                                            | 1997년 10월 15일 |          |
| 14 | 산포미치 (散歩道 산책길[*])                                           | 1998년 2월 11일  |          |
| 15 | Music Fighter (ミュージック ファイター)                               | 1998년 4월 1일   |          |
| 16 | 이로토로도리노 세카이 (イロトリドリ ノ セカイ 가지각색인 세상[*])     | 1998년 9월 9일   |          |
| 17 | 테가미오 카쿠요 (手紙をかくよ 편지를 써요[*])                         | 1998년 11월 11일 |          |
| 18 | Brand New Wave Upper Ground                                           | 2000년 2월 23일  |          |
| 19 | 히토츠다케 (ひとつだけ 하나만[*])                                     | 2000년 7월 5일   |          |
| 20 | motto                                                                 | 2000년 11월 22일 |          |
| 21 | Lucky Pool (ラッキープール)                                           | 2001년 1월 24일  |          |
| 22 | PEACE -strings version-                                               | 2001년 3월 9일   |          |

### 정규 음반
| 연도   | 제목                 | 최고순위 | 판매량    |
| ------ | -------------------- | -------- | --------- |
| 1992년 | 《Be Ambitious》     | 19       | 11,000    |
| 1994년 | 《J.A.M.》           | 23       | 189,000   |
| 1994년 | 《Orange Sunshine》  | 5        | 681,000   |
| 1995년 | 《Miracle Diving》   | 2        | 939,000   |
| 1997년 | 《The Power Source》 | 1        | 2,162,000 |
| 1998년 | 《Pop Life》         | 2        | 1,150,000 |
| 2001년 | 《Warp》             | 1        | 887,000   |

### 컴필레이션 음반
- 1999년 《44982 VS 1650》 (라이브)
- 2000년 《Fresh》 (베스트)
- 2001년 《The Great Escape: Complete Request Best》 (베스트)
- 2006년 《Complete Best Album: Fresh》 (베스트)
- 2009년 《Judy and Mary 15th Anniversary Tribute Album》 (헌정 음반)
- 2009년 《15th Anniversary Complete Single Box》 (싱글 박스 세트)